# 勒普沙塔鄉
44°55′00″N 24°01′00″E / 44.9167°N 24.0167°E
勒普沙塔鄉（羅馬尼亞語：Comuna Lăpușata, Vâlcea），是羅馬尼亞的鄉份，位於該國西南部，由沃爾恰縣負責管轄，處於布加勒斯特以西170公里，每年平均降雨量1,040毫米，海拔高度303米，2002年人口2,427。